# Bodianus pulchellus
Bodianus pulchellus är en fiskart som först beskrevs av Poey, 1860.  Bodianus pulchellus ingår i släktet Bodianus och familjen läppfiskar. IUCN kategoriserar arten globalt som livskraftig. Inga underarter finns listade.

## Bildgalleri

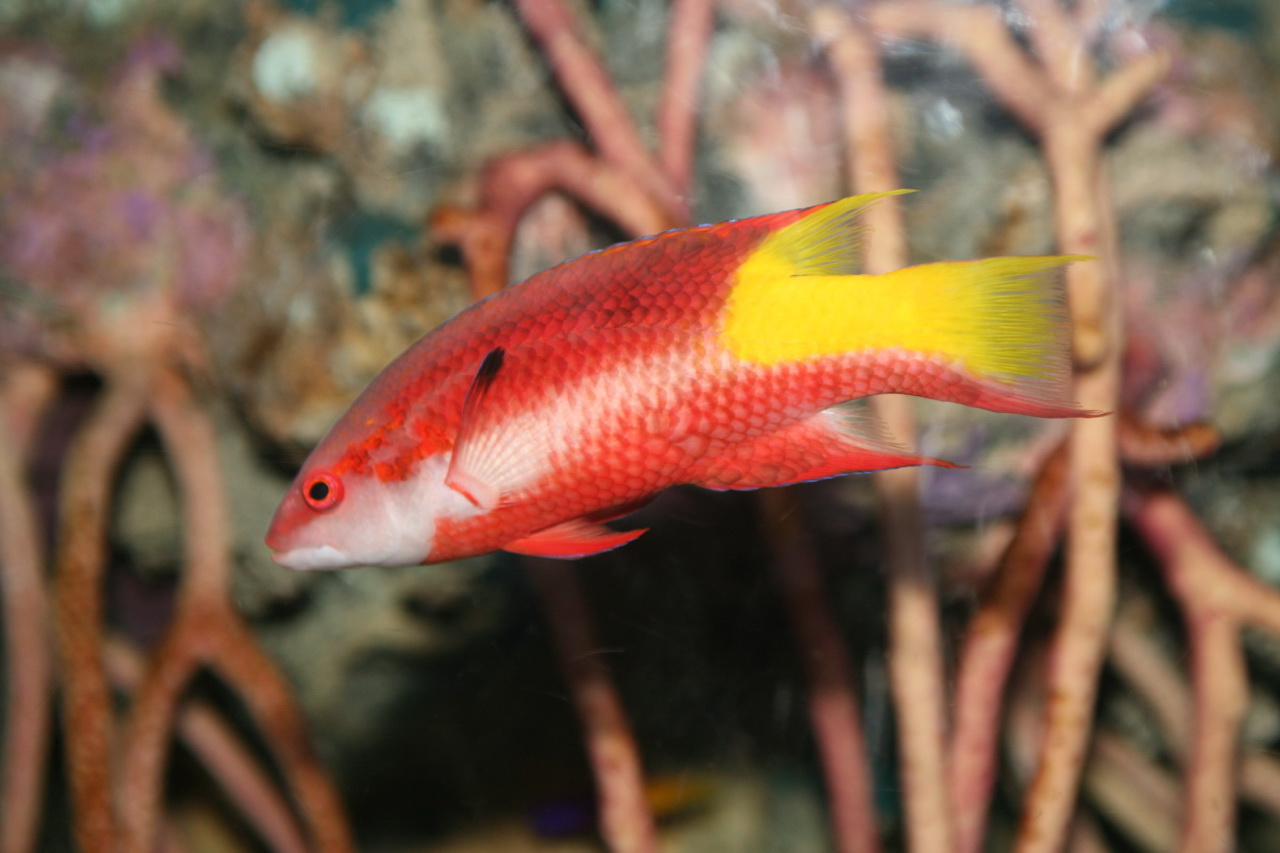